# Heinrich Zoelly
Heinrich Zoelly, né le 11 avril 1862 à Mexico et mort le 30 janvier 1937 à Zurich, est un ingénieur mexicano-suisse.
Il a développé des turbines à vapeur et des locomotives à turbine et a breveté en 1912 la pompe à chaleur géothermique.

## Biographie
Heinrich Zoelly était le cinquième enfant de Franz Xaver Zoelly. Son père, originaire des environs de Klettgau en Allemagne, avait émigré au Mexique pour chercher fortune. Heinrich est né au Mexique et a reçu la nationalité mexicaine. Son père dirigeait une fabrique de chapeaux à Mexico avec son frère John. Alors qu’Henry était encore enfant, son père a quitté le Mexique en raison des troubles politiques et est retourné en Europe. Il s’est installé en Suisse. Là-bas, Henry a fréquenté l’école primaire, sautant deux classes avant d’entrer à l’Institut polytechnique fédéral (qui est devenu plus tard l’ETH Zurich). Il n’avait que 20 ans lorsqu’il a obtenu son diplôme en génie mécanique. Après des voyages d’études au Mexique et à Paris, Heinrich Zoelly rentre en Suisse en 1886. Deux ans plus tard, Zoelly a demandé la naturalisation à Fluntern et est devenu citoyen suisse. Heinrich Zoelly était marié et père de cinq enfants.
En 1886, Zoelly entra au service de la Maschinenfabrik Escher Wyss & Cie de Zurich. Il en devient rapidement le directeur technique à l’âge de 26 ans. Grâce à lui, l’entreprise a prospéré. Elle fabriquait à cette époque diverses machines à vapeur, des turbines hydrauliques, des locomotives, des moteurs et des navires.
Son développement le plus important a été la construction d’une turbine à vapeur à plusieurs étages, initialement utilisée dans les turbines hydrauliques. En 1903, Zoelly a développé une turbine à impulsion axiale à plusieurs étages en collaboration avec le professeur Aurel Stodola. Malgré une faible pression de vapeur (11 bars) et une basse température (185 °C), cela a permis d’atteindre une puissance considérable de 370 kW et un rendement thermodynamique de 62 %,. L’original de la première machine de ce type se trouve aujourd’hui au Deutsches Museum. Cette turbine était en concurrence avec d’autres turbines à vapeur développées à peu près à la même époque dans le monde (Parsons, Curtis, Laval et autres) et a été distribuée dans le monde entier par le biais de licences.
En 1912, Zoelly a reçu un diplôme honorifique de l’ETH Zurich, en partie grâce à son travail dans le développement des turbines.
Zoelly étant convaincu de la supériorité de la turbine à vapeur sur la machine à pistons à vapeur, Escher Wyss & Cie abandonna en 1913 la production de machines à vapeur et se concentra entièrement sur les turbines. La vision de Zoelly s’est également étendue aux locomotives à vapeur (qui utilisaient traditionnellement des moteurs à pistons) utilisant des turbines à vapeur comme moteur. Jusqu’à sa démission d’Escher-Wyss, Zoelly se consacra au développement d’une locomotive à turbine à vapeur, qu’il conduisit jusqu’à sa mise en service (1926 Zoelly-SLM, et plus tard en 1930 Krupp Zoelly). Avec l’augmentation de l’utilisation des moteurs diesel et électriques, la locomotive à vapeur a perdu de son importance.
Zoelly meurt en 1937 dans sa ville d’adoption, Zurich.